# ミラーサイクル
ミラーサイクル（英: Miller cycle）とは、容積型内燃機関においてアトキンソンサイクル機構を疑似的に吸気バルブの早閉じ、遅閉じによって実現したサイクルである。また、吸気通路にロータリーバルブを設けて同様の効果を持つものも研究された。

## 概要
ガソリンエンジン、ディーゼルエンジン、ガスエンジン等に応用例がある。「ミラー」とは、このシステムを1947年に最初に考案した技術者の「ラルフ・H・ミラー」の名前に由来する。1990年代初頭に兼坂弘によってダウンサイジングコンセプトへの採用が提案されていた。
自動車用エンジンなどに代表されるオットーサイクルやディーゼルサイクルの理論サイクルでは、膨張比（=圧縮比）を上げるほど熱効率は向上する。しかしながら、高すぎる圧縮比は、ガソリンエンジンではノッキングの発生の問題、ディーゼルエンジンでも高い燃焼圧に耐えるための機械的な強度の問題がある。
ミラーサイクルでは、吸気行程においてバルブの閉じるタイミングを、オットーサイクル機関の場合よりも進ませるまたは遅らせるように設定することで、吸気の充填効率を低くすることによって実質的な圧縮比を低く抑えて上記の問題点を解消し、高い効率と安定した燃焼を同時に得ている。手法としては前述のように吸気バルブの早閉じと遅閉じがあるがそれぞれに長所・短所がある。これらはエンジンの機構や負荷、回転数によっても異なってくるため一概にどちらが優れているかは言えない。単純にポンピングロスやフリクションロスだけを考慮した場合はどちらかが優れているという事もあるが、代わりに燃焼状態が劣る事もあり総合的に考える必要がある。
過給ガソリンエンジンでは、ノッキングの防止のために圧縮比を自然吸気エンジンよりも下げることが必要であるが、そのことは熱効率の低下につながる。ミラーサイクルを用いることで、膨張比はそのままに圧縮比のみを下げ、熱効率の低下を最小限にすることが出来る。その例がリショルム・コンプレッサを用いたマツダのユーノス800/ミレーニアに搭載されたKJ-ZEMエンジンである。この技術はその後マツダ・デミオのミラーサイクルエンジンに引き継がれている。ただしデミオのミラーサイクルエンジンには過給器は搭載されていない。また、自然吸気エンジンではより高い熱効率のために膨張比を上げて、圧縮比をミラーサイクルによって下げている例もある。それが自動車ではハイブリッドカーのトヨタ・プリウスのエンジンである。このほかにもホンダ・シビック等では部分負荷での熱効率の低下を抑えるために、低回転の部分負荷ではVTEC機構によるカム切り替えにより
吸気バルブの一つを遅閉じにし、吸気量を減らしてスロットルでの絞りを減らしたエンジンが用いられていた(可変吸気量制御と呼称、詳細はホンダ・R型エンジン参照)。国内においてKJ-ZEMより後のミラーサイクルエンジンは基本的に自然吸気だったが、近年ではスーパーチャージャー（4葉ルーツ式）で過給するHR12DDRなどが出てきている。
さらにトヨタの8AR-FTS、8NR-FTSといった直噴ターボエンジンはオットーサイクルに加え、VVT-iWによる可変バルブタイミングによりミラーサイクル運転を行っている。
国内の一般ガソリン車両におけるミラーサイクルエンジンでは既存のエンジンより作用角の広い吸気カムを用いる事での遅閉じが一般的で、これに加えて可変バルブタイミング機構による位相変化で吸気閉じのタイミングを調整している。この機構を利用することで有効圧縮比を負荷や回転数に合わせある程度変化させる事ができ、ミラーサイクル化した場合のデメリットはバルブタイミングが固定されていた時代より減少、利用しやすくなった。その他、可変バルブタイミング機構以外にもカム切り替え機構によるカム作用角変更を併用するケースもある。
またミラーサイクルやアトキンソンサイクルを特に謳っていない一般的なエンジンであっても、カム位相最遅角時の吸気閉じ時期を遅めに設定する事で一定領域でポンピングロス低減を主目的とした遅閉じミラーサイクル運転を行なっている場合もある。ただし最遅角時の吸気閉じ時期が遅くなるにつれ始動性が悪化するため限度がある。これに対応するため中間ロック機構を設け一定以上のミラーサイクルと始動性を両立させている例もみられる(スバルFB20等)。
前述の様に可変バルブタイミング機構の発展によりオットーサイクルエンジンにおいてもミラーサイクル領域を作り出す事を可能となったが、これは逆にミラーサイクルエンジンをオットーサイクルで稼働させる事も可能としている。
しかし高膨張比のミラーサイクルエンジンをオットーサイクルで稼働する場合、高圧縮比によるノッキングが課題となるため様々な手法で耐ノック性を高める必要がある。
現在では作動角が広く制御性に優れた電動式の可変バルブタイミング機構の普及によりミラーサイクルとオットーサイクルを状況にあわせ緻密に制御するエンジンが増えている。それらは高膨張比エンジンながら過給器に頼らずとも同排気量のオットーサイクルエンジンと同等の出力、ハイブリッド等のアシストを不要とする十分なドライバビリティがあり、単独での運用を可能としている。両方のサイクルを用いるという点ではミラー/オットーサイクルの可変エンジンともいえる。
一部の車種（トヨタのハイブリッド車と、同じくトヨタのごく一部のガソリン車など、現在ではホンダも含む）では、ミラーサイクルの高膨張比エンジンをアトキンソンサイクルと呼称しているが、ミラーサイクルとアトキンソンサイクルは効果が類似しているが、機構的には異種のものであり、完全な同義ではないことに注意する必要がある。

## ミラーサイクル適用事例
- マツダ
  - KJ-ZEM - ユーノス800（ミレーニア）に搭載。
  - ZJ-VEM - 3代目デミオに搭載。
  - P3-VPS - 3代目デミオの「13-SKYACTIV」に搭載。
  - P5-VPS - 3代目アクセラと4代目[2]MAZDA3（1500cc）に搭載。
  - PE-VPS - 2代目アクセラの｢20S-SKYACTIV｣｢20C-SKYACTIV｣｢20E-SKYACTIV｣に搭載。
  - PE-VPR - 3代目アテンザの｢20S｣と3代目アクセラ、4代目[2]MAZDA3（2000cc）に搭載。
  - PY-VPR - 3代目アテンザの｢25S L Package｣に搭載。
- トヨタ自動車/ダイハツ工業/SUBARU/スズキ/光岡自動車
  - 1NZ-FXE - 初代プリウス、2代目プリウス、初代アクア、2代目カローラアクシオ/光岡・リューギ、3代目カローラフィールダー/光岡リューギワゴン、2代目シエンタに搭載。
  - 2ZR-FXE - 3代目プリウス、4代目プリウス、プリウスα/ダイハツ・メビウス、2代目オーリス、C-HR、カローラスポーツ、12代目カローラ/カローラセダン/カローラサルーン（欧州専売）/4代目カローラアルティス（東南アジア専売）/2代目レビン（中国専売）、カローラツーリング/カローラツーリングスポーツ/スズキ・スウェイス、カローラクロスに搭載。
  - 2AZ-FXE - 初代エスティマ、2代目エスティマ、初代アルファード、2代目アルファード/初代ヴェルファイア、SAIに搭載。
  - 2AR-FXE - 9代目カムリ/4代目アルティスに搭載。
  - 2AR-FSE - 14代目クラウンに搭載。
  - 2GR-FXE - 6代目クラウンマジェスタ、4代目レクサス・GS（GS450h）に搭載。
  - 1NR-FKE - 3代目ヴィッツ/ヤリス、2代目ラクティス/スバル・トレジアに搭載。
  - 2NR-FKE - 2代目カローラアクシオ/光岡・リューギ、3代目カローラフィールダー/光岡・リューギワゴン、2代目シエンタに搭載。
  - 8NR-FTS - 2代目オーリス、C-HR、カローラスポーツ、12代目カローラ/2代目レビン（中国専売）、トヨタ・カローラツーリングに搭載。
  - A25A-FXS - 10代目カムリ/5代目アルティス、5代目RAV4/スズキ・アクロス（欧州専売）/光岡・バディ、4代目ハリアー/2代目ヴェンザ（北米専売）に搭載。
  - A25A-FKS - 10代目カムリ（日本仕様を除く）、2代目ヴェンザ（北米専売）に搭載。
  - M20A-FKS - 5代目RAV4/アクロス（欧州専売）/バディ、12代目カローラセダン（北米仕様のみ）、カローラツーリングスポーツ/カローラトレック（いずれも欧州専売）、カローラツーリング「2000 Limited」、4代目ハリアーに搭載。
  - M15A-FKS - 4代目ヤリス、GRヤリス「RS」、ヤリスクロスに搭載。
  - M15A-FXE - 4代目ヤリス、ヤリスクロス、2代目アクアに搭載。
- 本田技研工業
  - R18A - 2代目ストリーム、8代目シビックなどに搭載。
  - R20A - 2代目ストリーム、8代目アコードなどに搭載。
  - L13B - 3代目・4代目フィットに搭載。
  - LEB（ポートインジェクション仕様）- 2代目フィットハイブリッド、グレイスに搭載。
  - LFA - 9代目アコードハイブリッドに搭載。
- 日産自動車
  - HR12DDR - 2代目ノート、4代目マイクラ（マーチの欧州仕様）の「DIG-S」に、スーパーチャージャーを併用して搭載した。
  - VQ35HR - 13代目スカイライン、日産・Y51のハイブリッド車
- コジェネレーションの分野において、都市ガスを燃料としたミラーサイクルエンジンが採用されている。